# Historia de Valledupar

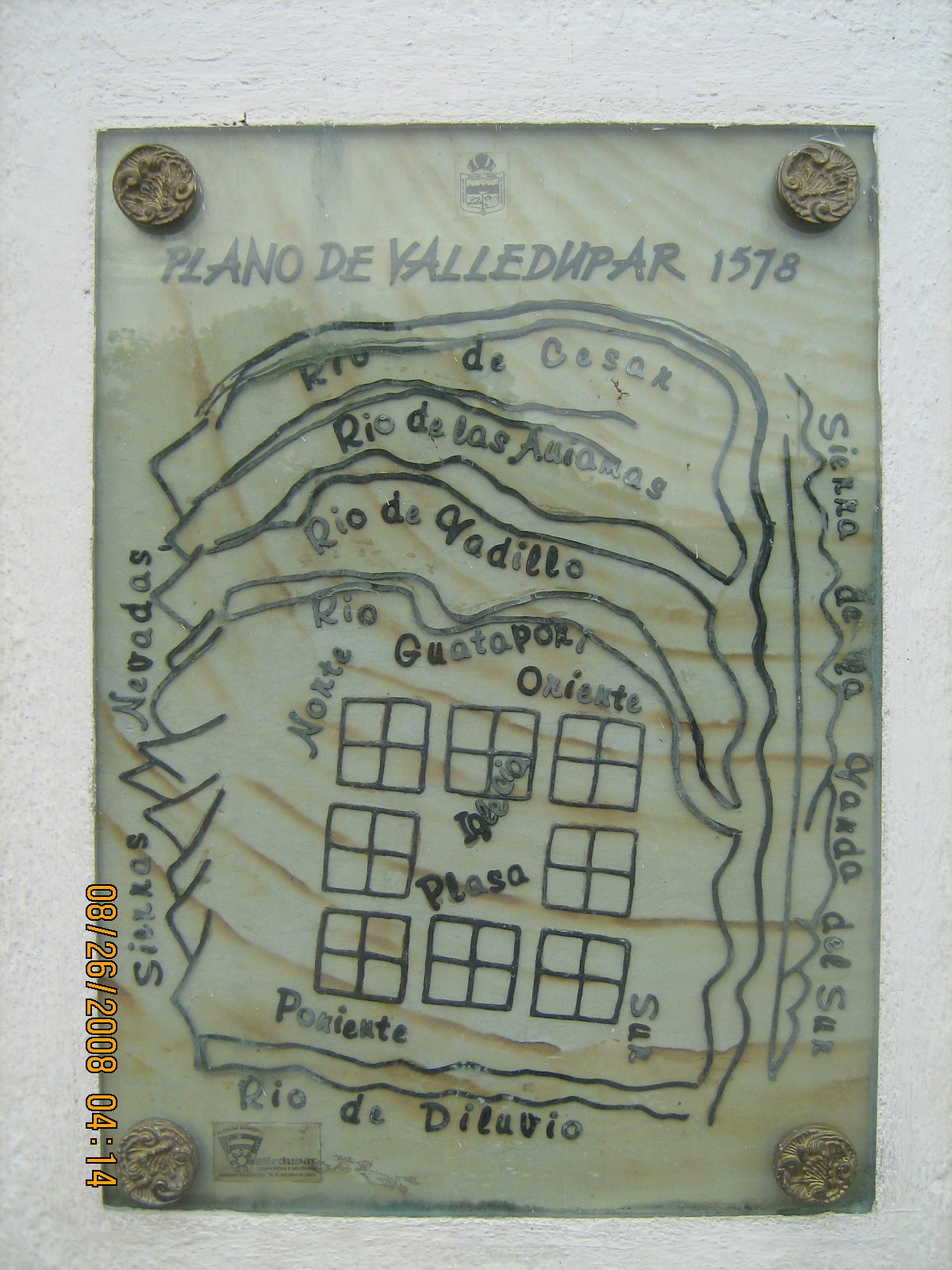
Plano de Valledupar en 1578 con la plaza Mayor como centro poblacional.

La historia de Valledupar, Colombia, tiene su origen en la época precolombina, con tribus amerindias que se asentaron y desarrollaron en sociedades, y que a la llegada de los españoles estaba habitado por los chimilas, de familia lingüística chibcha. Luego ocurrió la conquista y colonización por españoles y otros europeos, que además de su cultura introdujeron esclavos de raza negra extraídos del África en los inicios del siglo XVI. Valledupar fue fundada por soldados españoles en inmediaciones de Eupari, uno de los poblados de la nación de los indígenas chimilas en el año 1550. Los indígenas fueron exterminados, diezmados o desplazados a las montañas, bajo la obligación de la evangelización. El valle se tornó en tierras para ganadería y agricultura.
Valledupar fue una de las primeras comarcas en América, en la que sus habitantes de mayoría criolla se alzaron contra el régimen monárquico español el 4 de febrero de 1813. Luego de la independencia la región entra en un letargo debido a la dependencia política de Santa Marta, la posición geográfica y las diferentes guerras que sufrió Colombia a lo largo de mediados del siglo XIX hasta mediados del siglo XX, cuando se produjo un crecimiento económico sin precedentes a causa de la producción de algodón, que impulsó el crecimiento de la población y el auge cultural del género musical vallenato actual. Al mismo tiempo el conflicto armado colombiano afectó a muchos ciudadanos de Valledupar con la modalidad del secuestro extorsivo por parte de grupos guerrilleros, de los más altos en Colombia y posteriormente el accionar de grupos paramilitares que como consecuencia dejaron miles de muertos, heridos y desplazados. 

## Época precolombina

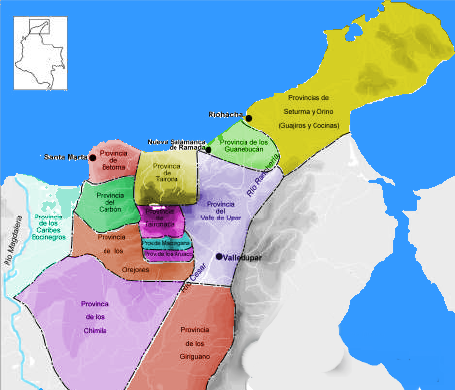
Territorios indígenas en el año 1500, incluyendo la Provincia del Valle de Upar. Se convertiría en la Gobernación de Santa Marta a partir de c. 1526.

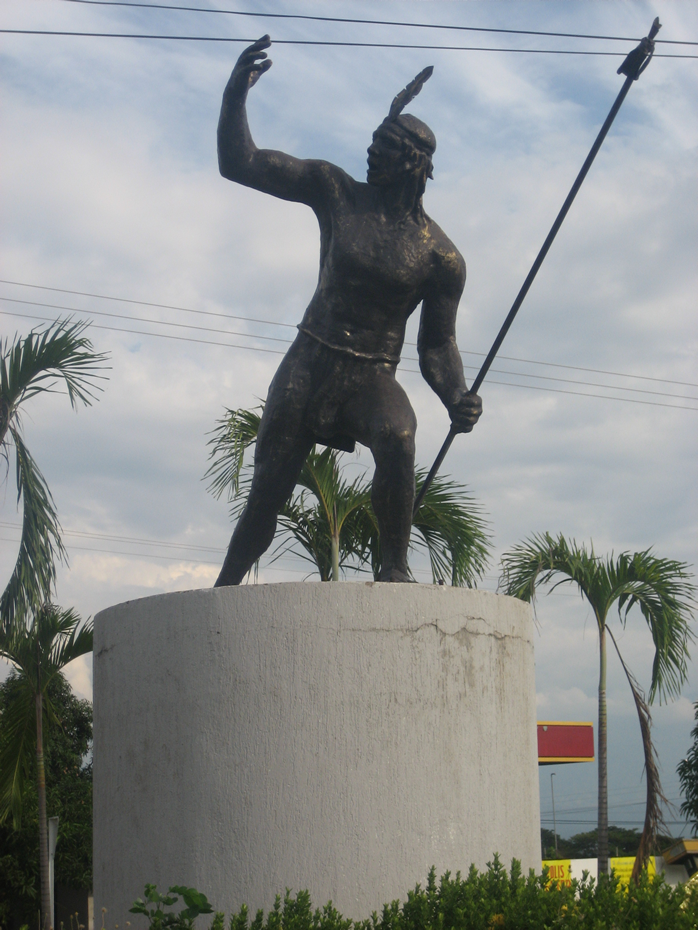
Estatua del cacique Upar.

La ciudad del cacique Upar (Eupari) era considerada la capital de la nación de las tribus indígenas Chimilas que abarcaban casi en su totalidad el valle del río Cesar o Pompatao. Los Chimilas tenían dos grandes provincias, la del norte que pertenecía a Upar y la del sur de los Pocabuy. Upar ejercía su cacicazgo sobre una federación de aldeas que incluían a El Molino, Villanueva y Sompallón (El Banco), extendiéndose desde el centro de La Guajira, en las poblaciones de Fonseca y (norte) hasta el río Magdalena (sur) y desde la Sierra Nevada de Santa Marta (occidente) hasta la Sierra de Perijá (oriente). Eupari era la sede central del gobierno y el cacique vivía en una casa imperial como jefe militar y religioso.
Las tribus de la nación Chimila incluían a los upares, socuigas y guanaos en inmediaciones del río Badillo, los cariachiles en Barrancas, Fonseca y El Molino, los itotos en Villanueva, pocabuyes, maconganas (tribu chimila de la sierra nevada) y garupares.
La sociedad Chimila estaba estratificada en forma piramidal con el cacique como máxima autoridad, seguido por caciques menores, los religiosos, los guerreros y luego los obreros que incluían pescadores, cazadores, artesanos, mineros, orfebres, tejedores y los guanaos o comerciantes. Sometían a la esclavitud a los vecinos arhuacos. En Cuanto a mitología, los Chimilas creían en un solo dios llamado Narayajana. La alimentación de los chimilas estaba basada principalmente en el maíz, el cual cultivaban con alto grado de tecnicidad, además de guayabas, yuca, frijol, níspero, naranja, papaya, piña, algodón, tabaco y auyama. Cazaban y criaban venados, patos, pavos y otras especies silvestres.
Habitaban la región al sudeste de Valledupar los llamados Tupes. Eran la misma etnia Caribe, actualmente conocida como Yukpa (por su endónimo), y que ha sido referida también como "Cayares", "Chakés" y "Yukos".

## Conquista española

### Descubrimiento
Los primeros españoles en explorar el valle de Upar fueron comandados por Pedro de Vadillo en 1528 y el territorio entró a formar parte de la Gobernación de Santa Marta, que había sido capitulada por el rey de España al conquistador Rodrigo de Bastidas, el 6 de noviembre de 1524. A Bastidas le acompañaban cerca de 450 hombres con el fin de fundar Santa Marta, entre los que figuraban Pedro de Villafuerte y Domingo Álvarez Palomino. Villafuerte se convertiría en el primero en ver el valle de Upar tras escapar de Santa Marta por cometer un delito, circundó la Sierra Nevada de Santa Marta y por la dificultad de la travesía y los enfrentamientos con los Chimilas, Villafuerte se devolvió a Santa Marta donde anunció su descubrimiento de abundante alimento, riqueza y tierras. Fue entonces cuando los siguientes gobernadores de Santa Marta ordenaron conquistar dicho valle. En 1528, Pedro de Vadillo, actuando como gobernador de Santa Marta, descubrió y penetró el valle en donde tuvo inicialmente un contacto cordial con los indígenas Chimilas que le ofrendaban con oro, joyas y alimentos.

### Conquista
En 1529, Vadillo se habría animado a tomar como esclavos a los indígenas y venderlos mientras expropiaba de tierras y riquezas. Entre los 600 indígenas esclavos que se llevó a Santa Marta figuró el niño indígena apodado Francisquillo el vallenato, al que educaron y evangelizaron como europeo. Vadillo intentó sacar todo el oro obtenido y llevárselo a España para él pero su barco naufragó en el mar Caribe. Fue nombrado García de Lerma como Gobernador de Santa Marta por órdenes desde la Audiencia de Santo Domingo el 28 de febrero del mismo año, mientras que al alemán Ambrosio Alfinger fue enviado a Coro, Venezuela en representación de la familia Welser. 
Hacia 1531, García de Lerma envió a su hijo Pedro de Lerma a "apaciguar" a los indígenas con aproximadamente 400 soldados, del cual gran parte era caballería. Pedro de Lerma logró conquistar hasta la desembocadura del río Lebrija e imponer la encomienda para las regiones de La Ramada y el Valle de Upar.
En una segunda expedición al valle de Upar, los hombres de Pedro de Lerma encontraron muchos de los pueblos destruidos. El alemán Ambrosio Alfínger había atravesado la Sierra de Perijá desde una expedición proveniente de la población de Coro. Alfinger, con afán de obtener el oro y demás riquezas de los indígenas de la leyenda de El Dorado, recorrió el valle del cesar de norte a sur exterminando aldeas indígenas y tomó esclavos a cientos de Chimilas y Tupes. Alfinger ahorcó al Cacique Upar y quemó la aldea llamada Eupari. Los hombres de Alfinger practicaron la antropofagia con los indígenas muertos en combate, como venganza a esa misma práctica por parte de los indígenas con los europeos. Alfinger pasó por la población de Tamalameque y siguió al valle de Chinácota, donde el indígena Francisquillo, El Vallenato, tomado como esclavo junto a otros indígenas Chimilas, Tupes y Chitareros, lo asesinó en mayo de 1533.
Durante las gobernaciones de Rodrigo Infante, Antón Bezos y Pedro Fernández de Lugo, el Valle de Upar no tiene antecedentes, probablemente debido a la devastación causada por las incursiones de Alfinger. Los alemanes en tierras venezolanas intentaron repetir la incursión de Alfinger, bajo el mando de Nicolás Federmann sin éxito. Sin embargo, Fernández de Lugo, organizó una nueva expedición al Valle de Upar, mientras que enviaba al interior en diferentes expediciones a Gonzalo Jiménez de Quesada, Martín Galiano, Gonzálo Suárez Rondón. Con la muerte de Pedro Fernández de Lugo, asumió como gobernador de Santa Marta su hijo Alfonso Luis de Lugo, pero vendió los derechos a Gonzálo Jiménez de Quesada.

### Fundación

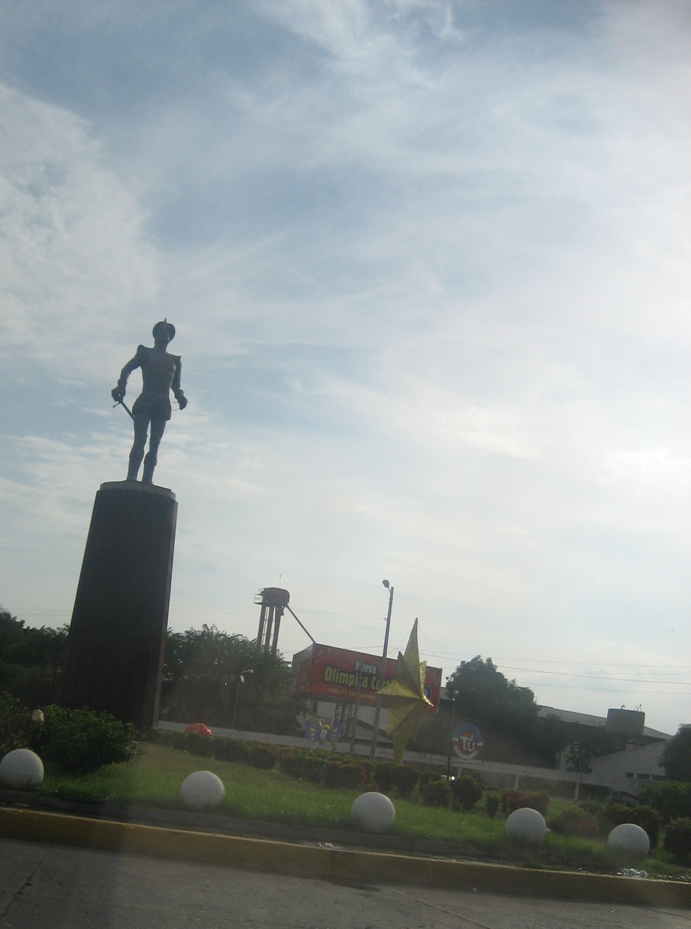
Estatua del capitán Hernando de Santana en Valledupar.

Alfonso Luis de Lugo, sin embargo continuó actuando en ocasiones como gobernador, exigiendo riquezas a capitanes de poblaciones. También ordenó fundaciones como la de Tamalameque por San Martín y la de Valledupar, por Francisco Salguero. Salguero no pudo fundar la población por falta de gente. Para la misma época la trata de esclavos que se daba en las poblaciones de las costas del Caribe llegaron a refugiarse los negros cimarrones al Valle de Upar. Muchos de estos negros se establecieron en palenques en los alrededores de Valledupar, como el que se dio en Atánquez. 
Por mandato real, se prohibió la destrucción de los indígenas en 1543. En 1544, Miguel Díez de Armendáriz nombró desde Cartagena de Indias a Luis de Manjarrez como gobernador de Santa Marta. Durante su mandato como gobernador se fundó Valledupar. Mientras que en Santa Marta actuaba como alcalde el Capitán Hernando de Santana, también Teniente del Gobernador de Santa Marta. Santana organizó la expedición para fundar la población del Valle de Upar. El 6 de enero de 1550, el capitán Hernando de Santana fundó la ciudad del Valle de Upar y abreviada por escribanos como Valle D'Upar, para luego oficializarce la palabra y nombre Valledupar (El Valle del Cacique Upar), a veces llamada también Ciudad de los Reyes por el día de su fundación, Hernando estuvo acompañado por el cronista Juan de Castellanos, quien relató los hechos.
El acta de fundación del cronista Juan de Castellanos narraba: 

En el nombre de la Santísima Trinidad, Padre, Hijo y Espíritusanto e de los bienaventurados apóstoles San Pedro y San Pablo y de los Santos Reyes, a quienes se toma por abogados de esta población Sea notorio a S.M. e a su Presidente e Oidores que residen en Santa Fe del Nuevo Reino de Granada, e a todos los que esta vieren, cómo a seis de enero, año de 1.550 en presencia de Emilio de la Cruz, nombrado por Hernando Santana Capitán General por S. M.conquistador del Valle de Upar, mandó juntar toda la gente de guerra que en su campo traía y escogió el sitio más cómodo que hizo limpiar el poderoso capitán Francisco Salguero, ocupado por los indios Chimilas y por su Cacique Upar, y reuniéndolos exclamó: "Soldados y compañeros, yo he venido en nombre de S.M. con poderes para descubrir la provincia de los Chimilas, Itotos, Cariachiles y Coyaimas o Tupe, y hemos encontrado muchos indios y buenas tierras para agricultura y ganados, que poblándose será gran servicio para Dios Nuestro Señor y al rey Felipe, que Dios conserve y guarde muchos años, determinamos fundar y poblar esta ciudad en su nombre y en su nombre y de los reyes de Castilla tomo posesión de estas tierras del Upar: Itotos, hacia el Otiente, Cariachiles en la misma vecindad y Coyaimas, o Tupe en la parte suroriental, con todos los indios que hay en ellas. Seguidamente el señor capitán Santana montado a caballo y embrazando adarga dijo: Yo en nombre de S.M. fundo este pueblo a orillas del río Guataporí y pongo por nombre para ahora y para siempre el de Valle del Upar como homenaje a este gran cacique que lo señorea. ¿Hay quién me defienda la población que hago en nombre de S. M.? y todos contestaron que si. ¿Hay alguno que quiera contradecir? Salga conmigo al campo, que yo, en nombre de S.M. lo defenderé a lo cual respondieron qe no contradecían. Luego el capitán Santana exigió a los presentes difelidad al rey y protección para todos los indígenas y naturales que se sometieran a la fe de Nuestro Señor Jesucristo. Seguidamente preguntó ¿Hay algún soldado que no está conforme con esta fundación? salga al frente. Contestaron que todos estaban conformes. Para lo cual se extiende la presente fundación en el día y hora señalados. - Hernando de Santana, Capitán General -. Con el visto bueno del capitán Francisco Salguero, Emilio de la Cruz, Escribano por su Majestad Rey de Castilla.
Juan de Castellanos, "Poblador"

## Colonización española

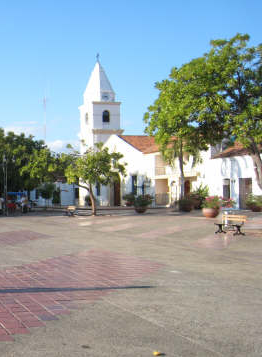
Iglesia de la Concepción y plaza Alfonso López de Valledupar.

En 1559 la población española en Valledupar reportaba 34 "vecinos encomenderos", todos de sexo masculino. Las casas hechas de paja al igual que la iglesia.
Los primeros pobladores fueron Pedro Limpias, Lope Méndez, Juan de Pinillas, Antón Sánchez, Ernando Montero, Francisco Hernández, Juan Riberos, Rodrigo Sánchez, Alonso Pérez Tolosa, Sebastián García, Alonso Sánchez, Francisco Ruiz, Pedro Aníbal, Cristóbal Gallego, Francisco Rioverde, Marcos Martín, Roy Pérez, Gonzálo Ruíz Tapias, Álvaro de Castro, Juan de Paladines, Manuel López, Lozano Díaz, Andrés Mateos, Juan Gómez, Alonso Dávila, Hernán González, Juan Esteban, Benito Ruíz, Diego Bueno, Pedro Hernández, Juan Martín, Bartolomé Dalva y Diego Franco.
Valledupar se convirtió en el principal centro de españoles para la época ya que se desarrollaron haciendas para la ganadería y la agricultura. La arquitectura colonial española fue introducida en 1580 con la construcción de casas al estilo barroco por parte del gobernador Lope de Orozco. Ese mismo año, los Chimilas y Tupes continuamente atacaron el pueblo, asesinando a cerca de 50 hombres.
Los indígenas de la etnia arhuaca eran utilizados para labores de servidumbre en las casas de españoles. Los primeros españoles se mezclaron con las indígenas de la servidumbre. Lope de Orozco también impulsó la migración de españoles a Valledupar, con cerca de 200 hombres casados con su respectiva mujer y 200 solteros, sin contar los del ejército español que operaba en la zona contra los indígenas.
Durante el siglo XVII, Valledupar tenía cerca de un centenar de habitantes, una reducción que se debió a los constantes ataques de Tupes y Chimilas, además de las migraciones hacia el interior del virreinato. Valledupar contaba con su iglesia parroquial y se construyó el Convento de Santo Domingo. Igual en importancia tuvo la vecina ciudad de Valencia de Jesús fundada por el capitán Antonio Florez en 1590 y que fue completamente habitada por españoles durante esa época.
El 7 de marzo de 1609, Valledupar fue nuevamente sitiada por los Chimilas y los Tupes y destruida por incendios. Los indígenas atacaron porque dos de sus mujeres fueron raptadas por españoles y que tras una petición pacífica, no fueron devueltas, lo que desató la ira de la tribu. Igual situación ocurrió con la vecina Valencia de Jesús (Pueblo Nuevo) en el que el resultado de los ataques dejó 6 muertos. Hacia 1609 el entonces alcalde de Valledupar, Capitán Cristóbal de Almonacid, capturó al Cacique Perigallo, líder de la resistencia indígena Chimila y Tupe. Muchos de los indígenas terminaron entregándose al sistema de la encomienda que operaba en El Molino, Chiriaimo y Los Tupes (San Diego), entonces parte de la jurisdicción de Valledupar. Además de las guerras entre españoles e indígenas, las epidemias como la gripe y viruela acabaron con mucha de la población.
Los ataques mutuos entre españoles e indígenas continuaron. En una segunda gran incursión contra Valledupar, los Chimilas y Tupes asesinaron parte de la población. La batalla dio origen a la leyenda vallenata. El gobernador Lope de Orozco mandó a amurallar y proteger la ciudad, y a lo que Juan de Castellanos llamó la "...primera ciudad amurallada en tierra firme de la mar del norte". Ordenó también que las casas fueran reforzadas. Trazó las calles y reconstruyó la iglesia para que resistiera ataques. Durante la gobernación de Lope de Orozco, Valledupar se convirtió en la principal ciudad de importancia para los españoles, ya que abastecia de alimentos a las poblaciones costeras de Riohacha, Cartagena de Indias y Santa Marta, además de que concentraba mayor población que Riohacha o Santa Marta.
A inicios de 1700 el virreinato decidió cambiar las funciones del teniente de gobernador por el de "Pacificador de Chimilas y Tupes" y nombraron al criollo Salvador Félix de Arias, le siguieron otros como el Maestre de campo José Fernando de Mier y Guerra, José Joaquín Zúñiga, Agustín de la Sierra y Juan de la Rosa Galbán. Valledupar se mantenía relativamente rezagada del resto del interior del virreinato debido a los indígenas. La ruta entre Valledupar y el puerto de Riohacha era la más segura para los habitantes de Valledupar para comunicarse con Santa Marta.
Algunas comunidades de Tupes fueron sometidas y reducidas en poblados misioneros desde 1703, entre los cuales se destacó Santa Ana de los Tupes, en territorio actual del municipio de San Diego (Cesar). El Capitán Salvador Félix de Arias logró fundar algunas poblaciones entre 1700 y 1708 en la entonces juisdicción del Valle de Upar después de llegar a un acuerdo con el Cacique Ponaimo Sasare y otros caciques de la región. Fundó Espirtusanto (Codazzi), La Paz, Villanueva, El Molino y San Juan del Cesar. Hacia 1739 la jurisdicción eclesiástica de Valledupar abarcó El Molino, Fonseca, Villanueva, Urumita, Atánquez, Los Pondores, Dibuya, Los Tupes, San Juan del Cesar y Becerril. El obispo de Santa Marta, Nicolás Gil Martínez denunció en 1757 el maltrato a que sometían los encomenderos a los Tupes, en Becerril en el poblado misionero de Jesús de Nazaret del Becerril.
Para 1803 fue encomendero Juan Salvador Anselmo Daza quien describió mediante un censo la situación de las encomiendas durante ese tiempo en las poblaciones dentro de la jurisdicción de Valledupar, como Atánquez, San Sebastián de Rábago (Nabusimake), Villanueva, El Molino, Santa Ana de los Tupes, Becerril de Campos, entre otros.